# Caritas Pirckheimer
Caritas Pirckheimer (Eichstätt, 21 marzo 1467 – Norimberga, 19 agosto 1532) è stata una religiosa e umanista tedesca.
Fu badessa del convento di Santa Clara a Norimberga al tempo della Riforma, alla quale si oppose strenuamente a causa della minaccia posta da Martin Lutero ai monasteri cattolici, compreso il suo convento.

## Biografia
Nata Barbara Pirckheimer, era la maggiore di 12 figli. Uno dei suoi fratelli era il famoso umanista Willibald Pirckheimer. Fino alla morte di sua madre, nel 1488, ricevette un'educazione umanistica a casa, dove imparò egregiamente il latino. All'età di 12 anni andò a scuola nel monastero francescano di Santa Clara a Norimberga. Quando aveva circa 16 anni, entrò nell'ordine delle Clarisse, prendendo il nome di Caritas (o Charitas).
Con l'avvento della Riforma, Caritas Pirckheimer iniziò una lunga battaglia contro i protestanti per la sopravvivenza del suo convento. Suo fratello Willibald, in un primo momento vicino alle idee di Lutero, prese le difese della sorella quando i riformatori minacciarono di chiudere il convento di Santa Clara.
Caritas Pirckheimer tenne una cronaca dei fatti avvenuti nel monastero durante il periodo degli sconvolgimenti causati dai riformatori (1524-1528), "che include lettere da e per il Consiglio della città e trascrizioni di conversazioni. Successivamente fu aggiunta una sezione finale, forse scritta dopo la sua morte ma che include brani tratti dalle lettere successive di Suor Caritas". Caritas riuscì ad ottenere dai protestanti la garanzia che le suore di Santa Clara potessero rimanere nel convento fino alla morte, ma il convento non poté più ricevere novizie. Nel 1591, alla morte dell’ultima suora, il monastero e il chiostro cessarono di essere luoghi di culto cattolici.
Fu considerata da Erasmo una delle donne più istruite della Germania e, tra le sue qualità, vi fu il riconoscimento del valore poetico della scrittrice sassone Roswitha di Gandersheim.

## Opere
- L'edizione dell'Opera omnia di Caritas Pirckheimer, a cura di Josef Pfanner e August Syndikus include tutti i testi originali della badessa, alcuni dei quali scritti in lingua alto-tedesca protomoderna, altri in latino. L'edizione comprende in totale quattro volumi:
  - Volume 1: Das Gebetbuch der Caritas Pirckheimer (Il libro di preghiere di Caritas Pirckheimer, 1961)
  - Volume 2: Die „Denkwürdigkeiten“ der Caritas Pirckheimer (Le "Memorie" di Caritas Pirckheimer, 1962)
  - Volume 3: Briefe von, an und über Caritas Pirckheimer (Lettere da e a Caritas Pirckheimer, 1967)
  - Volume 4: Das Grab der Caritas Pirckheimer (La sepoltura di Caritas Pirckheimer, 1961)
- Georg Deichstetter (ed.): „Die Denkwürdigkeiten“ der Äbtissin Caritas Pirckheimer des St. Klara-Klosters zu Nürnberg. ("Le Memorie" della badessa Caritas Pirckheimer del monastero di S. Clara a Norimberga) traduzione di Benedicta Schrott (St. Ottilien: EOS Verlag, 1983)
- Georg Deichstetter (ed.): Briefe der Äbtissin Caritas Pirckheimer des St. Klara-Klosters zu Nürnberg. (Lettere della badessa Caritas Pirckheimer del monastero di S. Clara a Norimberga), traduzione di Benedicta Schrott (St. Ottilien: EOS Verlag, 1984)